# موسیقی نیر

موسیقی نیِر یا موسیقی نیئا توسط کئیچی اوکابه و اعضای گروهش به نام موناکا، شامل کاکرو ایشیهاما، کیگو هوآشی و به همراه تاکافومی نیشیمورا (از کاویا) برای بازی ویدئویی نیئا ساخته شده است. این یک بازی نقش‌آفرینی اکشن است که در سال ۲۰۱۰ توسط کاویا ساخته و توسط اسکوئر انیکس منتشر شده‌است. موسیقی متن نیئا منجر به انتشار چهار آلبوم رسمی — یک آلبوم رسمی و سه آلبوم تنظیم‌شده — و دو مینی‌آلبوم به عنوان جایزهٔ پیش‌خرید نسخهٔ ژاپنی بازی از سوی اسکوئر انیکس بوده‌است. در کنار این موارد، دو آلبوم مجاز چندآهنگه از آهنگ‌های جاز تنظیم‌شده هم منتشر شدند.
موسیقی متن اصلی بازی به‌طور گسترده مورد تحسین قرار گرفت. منتقدان آن را به‌عنوان یکی از بهترین موسیقی‌های متن بازی‌های ویدئویی در سال ۲۰۱۰ دانستند و اصالت موسیقی و زیبایی آوازهای ساخته‌شده توسط امی ایوانز را تحسین کردند. با وجود بازخوردهای خوب نسبت به نخستین آلبوم تنظیم‌شده، این آلبوم توسط منتقدان ضعیف‌تر از آلبوم اصلی دانسته شد و از نظر آنان به اندازه کافی طولانی نبود تا انتظارات به وجود آمده از موفقیت موسیقی متن اصلی را برآورده سازد. سه آلبوم نخست فروش کافی برای ثبت شدن در جدول موسیقی ژاپنی اوریکون را داشتند؛ موسیقی متن اصلی به رتبهٔ ۲۴، نخستین آلبوم تنظیم‌شده به رتبهٔ ۵۹ و دومین آلبوم تنظیم‌شده به رتبهٔ ۷۷ رسید.
موسیقی نیئا: اتوماتا، ادامهٔ نیئا، به‌طور جهانی در ۲۹ مارس ۲۰۱۷ منتشر شد. مشارکت‌کنندگان پروژهٔ قبلی از جمله کئیچی اوکابه و گروه موناکا روی آهنگ‌سازی و امی ایوانز روی آوازها کار کرد و چند خواننده و نویسندهٔ متن آهنگ دیگر هم در آن حضور داشتند. نیئا: اتوماتا موسیقی متن اصلی با نقدهای بسیار مثبتی همراه بود و در جدول‌های اوریکون رتبهٔ دوم را کسب کرد. آلبوم دیگری هم که با نام قطعات هک عرضه شد، شامل تغییراتی در آهنگ‌ها برای قسمت‌های هک بازی بود، و همراه با یک نسخهٔ به‌خصوص از آلبوم اصلی عرضه شد. آلبوم دیگری با نام تنظیم‌ها و قطعات عرضه‌نشدهٔ نیئا: اتوماتا در ۲۰ دسامبر ۲۰۱۷ منتشر شد. آلبومی هم با نام مجموعهٔ پیانو نیئا: اتوماتا در ۲۵ آوریل ۲۰۱۸ عرضه گشت. در ۱۲ سپتامبر ۲۰۱۸، آلبوم دیگری با نام آلبوم تنظیم‌های ارکستری نیئا: اتوماتا عرضه شد. موسیقی متن اصلی نیئا: اتوماتا مجموعاً برندهٔ ۴ جایزه شد و رتبهٔ دوم جایزهٔ بهترین موسیقی۲۰۱۷ آی‌جی‌ان را هم کسب کرد.
دو موزیک ویدئو برای این دو بازی عرضه شده‌اند. اولین موزیک ویدئو در ۱۵ ژوئیهٔ ۲۰۱۵ منتشر شد که مربوط به نیئا بود. دومین موزیک ویدئو هم با موضوع نیئا: اتوماتا در ۶ فوریهٔ ۲۰۱۷ با نام «سزاوار زندگی» عرضه شد.
تا کنون سه کنسرت با موضوع نیئا برگزار شده‌اند. اولین کنسرت با نام «گفت‌وگوی زنده و کنسرت موسیقی نیئا» در ۱۶ آوریل ۲۰۱۶ در شهر توکیو و سینمای اکس روپونگی برگزار، و دیسک بلو-ری آن در ۱۴ دسامبر ۲۰۱۶ منتشر شد. دومین کنسرت با نام «خاطرهٔ عروسک‌ها» در ۵ مهٔ ۲۰۱۷ اجرا شد و دیسک آن هم در ۲۰ سپتامبر ۲۰۱۷ عرضه شد. سومین کنسرت با نام «کنسرت ارکستر نیئا» در ۱۷ سپتامبر ۲۰۱۸ منتشر، و دیسک بلو-ری آن در ۲۷ فوریهٔ ۲۰۱۹ منتشر شد.

## توسعه

### موسیقی نیئا
موسیقی نیئا نتیجهٔ همکاری میان استودیو موناکا با مدیریت کئیچی اوکابه و سه نفر از اعضای آن به نام‌های کاکرو ایشیهاما، کیگو هوآشی و یکی از اعضای کاویا به‌نام تاکافومی نیشیمورا بود. اوکابه نقش آهنگساز اصلی و کارگردان پروژه را بر عهده داشت. اوکابه از زمان طراحی شدن ایدهٔ بازی به پروژه اضافه شد و در سه سال منتهی به عرضه، روی موسیقی کار کرد. موسیقی بازی کاملاً به‌صورت جدا از فرآیند توسعهٔ آن ساخته شد. برعکس روش معمول، اغلب عناصر بازی به‌گونه‌ای طراحی شد تا با موسیقی آن تناسب داشته باشد. برخی از آهنگ‌ها طوری استفاده شدند که آهنگسازان تصورش را نداشتند؛ مثلاً آهنگ «مادربزرگ» قرار بود آهنگی برای مقدمهٔ بازی باشد اما در عوض به‌عنوان آهنگی در حین نبرد با غول آخر انتخاب شد. موسیقی برای پایه‌های متفاوتی طراحی شد تا با تنظیم‌های مختلف در موسیقی متن بازی قرار گیرد و همچنین بتواند حس غم و ناراحتی را حتی در قطعه‌های ترسناک منتقل کند. اوکابه آزاد بود تا موسیقی بازی را به هر شکلی که بخواهد تنظیم کند و خواستهٔ اصلی کارگردان بازی، تارو یوکو، از او استفادهٔ زیاد از آوازها در بازی بود.
موسیقی متن نیئا در بیشتر بخش‌ها از قطعات آرام و آکوستیکی ساخته شده که امی ایوانز (امیکو ربکا ایوانز)، خواننده‌ای انگلیسی که در توکیو زندگی می‌کند، نقش مهمی در آوازهای آن دارد. وی خوانندهٔ گروه فریسکیپ است و پیش‌تر روی بازی‌هایی مانند اودیسهٔ اتریان کار کرده بود. گروه موناکا او را در زمان انتخابش برای یکی از پروژه‌های سابقشان ملاقات کرده بودند و اوکابه می‌خواست تا با او روی نیئا کار کند. ایوانز چند ماه پس از دیدار اولیه‌اش در پاییز ۲۰۰۸ با گروه آهنگسازی به‌عنوان خوانندهٔ موسیقی متن وارد پروژه شد. علاوه بر خوانندگی، از ایوانز درخواست شد تا ترانهٔ خودش برای آهنگ را با نوعی زبان آینده‌گرایانه بنویسد. آهنگسازان نسخه‌های مقدماتی آهنگ‌ها و نوع زبانی که مورد نظرشان بود، مانند گیلیک اسکاتلندی یا فرانسوی را به او دادند و او کلماتی را اختراع کرد. ایوانز آهنگ‌ها را در نسخه‌های گیلیک، پرتقالی، اسپانیایی، ایتالیایی، فرانسوی، انگلیسی و ژاپنی نوشت. او این زبان جدید را «ترانهٔ باستانیان» نامید و این ترانه‌ها را با گوش دادن به آهنگ‌هایی در زبان‌های متفاوت نوشت. وی تلاش کرد تصور کند که این زبان‌ها پس از هزار سال تغییر و تحول چگونه به‌نظر خواهند رسید.
اوکابه نمی‌خواست تا از متن‌های سنتی آهنگ استفاده کند؛ چون حس می‌کرد که آن‌ها با دنیای بازی تلاقی خواهند داشت و می‌خواست که از زبان‌های متفاوتی استفاده کند و به این وسیله طبیعت باز دنیای بازی را نشان دهد. او همچنین نمی‌خواست متن‌هایی که به آسانی شناسایی می‌شوند در حین صحبت شخصیت‌ها پخش شود و نمی‌خواست کلمهٔ قابل توجهی احساسات بازیکن را تحریک کند. ایوانز در آغاز کار روی پروژه فقط به زبان‌های انگلیسی، ژاپنی و فرانسوی مسلط بود. او برای یادگیری ضرب‌آهنگها و آواهای دیگر زبان‌ها از یوتیوب استفاده و در آن به دیگر زبان‌ها گوش داد و سپس این ضرب‌آهنگ‌ها و صداها را باهم ترکیب کرده و تغییر داد. اوکابه برای تصمیم‌گیری روی تکمیل متن‌های اولیه به ایوانز دسترسی زیادی داد و از آن‌جا که معمولاً نمی‌دانست آهنگ‌ها در کجای بازی استفاده خواهند شد، فقط تزیینات نوری را به‌عنوان لحن احساسی آهنگ‌ها در اختیار ایوانز گذاشت. آهنگسازان اغلب آهنگ‌ها را در بازبینی‌های بعدی اصلاح می‌کردند تا نحوهٔ خوانندگی ایوانز برای یک آهنگ را دنبال کنند.

### موسیقی نیئا: اتوماتا
کئیچی اوکابه، به همراه استودیو خودش، باند موناکا، آهنگساز اصلی بازی بود، و کِیگو هوآشی، کونیئوکی تاکاهاشی و شوتارو سئو، دیگر آهنگسازهای بازی بودند. آهنگ‌های نیئا: اتوماتا با حال‌وهوای موسیقی کلاسیک طراحی شدند و عناصری از موسیقی نیئا، مثل انتقال حس ناراحتی و غم را به ارث برده‌اند. یکی از تغییرات این موسیقی نسبت به موسیقی اصلی، تعویض برخی قسمت‌های آن از هر نظر بود تا با محیط ماشینی و بی‌رحم نیئا: اتوماتا که تمرکز آن روی سبزه‌زارها و روستاهاست، هم‌خوانی داشته باشد. یکی دیگر از عوامل تغییر، باز بودن محیط این بازی است. به دلیل جهان باز این نسخه، اوکابه به‌جای ساخت یک آهنگ و تکرار آن، چندین موسیقی ملایم و چند موسیقی خشن ساخت که با توجه به محیط و موقعیت و شرایط بازیکن پخش می‌شدند. گروه توسعهٔ موسیقی بازی در یک محیط کار صوتی دیجیتال و با استفاده از پرو تولز، قطعات را ویرایش و تنظیم کردند. آوازهای زنانهٔ بازی توسط امی ایوانز، و آوازهای مردانهٔ آن توسط شوتارو سئو ساخته شد. علاوه بر این، یک قطعهٔ تکرارشونده هم توسط ایوانز و جی‌نیک نیکول برای بازی سروده و در آن قرار داده شد. نیکول و نامی ناکاگاوا با همراهی ایوانز، یک موسیقی کرال سه‌بخشی را برای بعضی از آهنگ‌ها ساختند. چندین آهنگ هم از نیئا به نیئا: اتوماتا منتقل شد.
طراح اصلی صداهای بازی، ماساتو شیندو بود که به‌دلیل مقیاس وسیع دنیای جهان بازِ نیئا: اتوماتا، با کارمندان پلاتینیوم گیمز دچار چالش شد؛ در بازی‌های قبلی پلاتینیوم گیمز، آواهای پروژه‌ها با تنظیمات منحصربه‌فرد و دستی کارکنان ساخته می‌شد، اما با توجه به مقیاس وسیع این پروژه، این روش غیرقابل استفاده بود. در عوض، شیندو با استفاده از یک سیستم مدیریت طنین صدای بی‌درنگ، «بخشی از آهنگ» را واقع‌گرایانه طراحی کرد تا طنین صدا با توجه به محیط تنظیم شود. پیاده‌سازی صداها توسط ماسامی اوئدا انجام شد. این پروژه برای او، بیشتر از همهٔ پروژه‌های قبلی‌اش کار برد. تجربه‌های قبلی اوئدا و رابطهٔ خوب او با اوکابه، از جمله عوامل کمک‌کننده به پیاده‌سازی درست و روان صداها بودند.

## عرضه‌ها

### نیئا

#### موسیقی متن اصلی نیئا گشتالت و رپلیکانت
موسیقی متن نیئا بیشتر از قطعات آرام آکوستیک تشکیل شده که به‌خوبی با آوازهای امی ایوانز همراه می‌شود. از ۴۳ آهنگ موجود در آلبوم موسیقی متن عرضه‌شده، فقط ۹ تا هیچ آوازی نداشتند. این ۹ آهنگ شامل چهار نسخه از «سلب مالکیت» و «یونا» در کنار آهنگ «رقص محوشونده» هستند. به‌جز «خاکستر رؤیاها» متن باقی آهنگ‌ها معنی خاصی ندارد. برای «خاکستر رؤیاها»، ایوانز فهرستی از کلمات ژاپنی را دریافت کرد که بعداً آن‌ها را برای نسخه‌های انگلیسی، فرانسوی و گیلیک اسکاتلندی ترجمه کرد. این آهنگ و نسخه‌های آن آخرین مواردی بودند که ضبط می‌شدند و ایوانز آهنگسازان را متقاعد کرد که یکی از ترانه‌های موسیقی متن بهتر است معنی قابل تشخیصی داشته باشد؛ پیشنهادی برخلاف طرح اولیه که پیشنهاد می‌داد زبان این ترانهٔ انگلیسی مربوط به آینده باشد. ایوانز «خاکستر» را سخت‌ترین آهنگی که در موسیقی متن روی آن کار کرده می‌داند چون در آن با سختی‌هایی در جهت برآورده کردن انتظارات آهنگسازان مبنی بر انتقال حس ناراحتی و غم مواجه بود.
«تپه‌های باد فروزان» یکی از چند ترانه‌ای است که در میان موسیقی متنِ بسیار تاریکِ نیئا، خوش‌بینانه هستند. برای این قطعه، ایوانز نسخه‌ای پرتغالی از آن را به سبکی خواند که شناور بودن یک روح در باد را تداعی کند. برای «مادربزرگ» او به سبکی فرانسوی خواند و تلاش کرد تا حد امکان غم و اندوه و آرامش را در آن بگنجاند. او این ترانه را در یک جلسه ضبط خواند و «یکی از به یاد ماندنی‌ترین آهنگ‌هایی» است که او سروده‌است. «ماشین‌های خراب» به‌زبان انگلیسی خوانده شده و قبل از اضافه کردن صداهای مکانیکی که در طول آهنگ اجرا می‌شود ضبط شد. آهنگ «کاینه» هم به زبان گیلیک ضبط شد.
اسکوئر انیکس در ۲۱ آوریل ۲۰۱۰ یک آلبوم موسیقی متن بازی را با نام موسیقی متن اصلی نیئا گشتالت و رپلیکانت عرضه کرد. مدت زمان آلبوم ۲:۳۰:۰۹ بودو در دو دیسک عرضه شده و شماره کاتالوگ آن SQEX-10189/90 بود. دو مینی‌آلبوم با نام‌های مینی‌آلبوم نیئا گشتالت و مینی‌آلبوم نیئا رپلیکانت به عنوان پاداش پیش‌خرید در ژاپن عرضه شدند. هرکدام از این آلبوم‌ها دارای پنج قطعه از آلبوم کامل موسیقی متن است. گشتالت مشابه قطعه‌های ۱ و ۴ دیسک اول، قطعه‌های ۸ و ۱۳ از دیسک دوم و یک نسخهٔ الکترونیکی از «کاینه» با نام «کاینه/ باران نور» است و رپلیکانت شامل قطعه‌های ۳ و ۱ از دیسک دوم، قطعه‌های ۲ و ۷ از دیسک اول و مخلوطی از چندین قطعه است. مدت زمان گشتالت ۱۸:۱۱ و مدت زمان رپلیکانت هم ۱۷:۱۱ است. در ۲۲ آوریل ۲۰۱۱ کتابی از نتهای موسیقی این بازی مخصوص پیانو که توسط اوکابه ساخته شده بود توسط کی‌ام‌پی عرضه شد. این کتاب با نام کتاب امتیاز رسمی نیئا گشتالت و رپلیکانت شامل ۲۵ تنظیم در ۱۱۲ صفحه بود. قطعات گیتار «ترانهٔ باستانیان/ دوولا و یونا/ نسخهٔ رشته‌ها» توسط یوجی سکیگوچی در کتاب بهترین مجموعهٔ رسمی اسکوئر انیکس که مربوط به قطعات تک‌نوازی گیتار بود آورده شده بودند. این کتاب در مهٔ ۲۰۱۱ توسط کی‌ام‌پی عرضه شد.
فهرست قطعات
| دیسک ۱     | دیسک ۱                                                        | دیسک ۱                | دیسک ۱ |
| شماره      | نام                                                           | عنوان ژاپنی           | مدت    |
| ---------- | ------------------------------------------------------------- | --------------------- | ------ |
| ۱.         | «برف در تابستان» (Snow in Summer)                             | 夏ノ雪                | ۴:۵۹   |
| ۲.         | «تپه‌های باد فروزان» (Hills of Radiant Wind)                   | 光ノ風吹ク丘          | ۲:۵۳   |
| ۳.         | «سنگ ناتمام» (The Incomplete Stone)                           | 不完全ナ石            | ۴:۴۱   |
| ۴.         | «بلو-برد» (Blu-bird)                                          | 青イ鳥                | ۲:۴۰   |
| ۵.         | «تابوت فولاد سرد» (Cold Steel Coffin)                         | 心閉ザセシ鉄棺        | ۳:۲۶   |
| ۶.         | «مادربزرگ» (Grandma)                                          | オバアチャン          | ۳:۴۰   |
| ۷.         | «ترانهٔ باستانیان/ دوولا» (Song of the Ancients/ Devola)       | イニシエノウタ/デボル | ۳:۰۵   |
| ۸.         | «ماشین‌های مصیبت‌بار» (The Wretched Automatons)                 | 愚カシイ機械          | ۴:۴۸   |
| ۹.         | «شهر دادوستد» (City of Commerce)                              | 売買ノ街              | ۲:۱۸   |
| ۱۰.        | «ترانهٔ باستانیان/ پوپولا» (Song of the Ancients/ Popola)      | イニシエノウタ/ポポル | ۳:۰۴   |
| ۱۱.        | «ماسک معتبر» (The Prestigious Mask)                           | 仮面ノ誉              | ۲:۲۶   |
| ۱۲.        | «پرستشگاه ماسه‌های شناور» (Temple of Drifting Sands)           | 流砂ノ神殿            | ۴:۰۳   |
| ۱۳.        | «ایزدان محدود به قوانین» (Gods Bound by Rules)                | 掟ニ囚ワレシ神        | ۴:۳۸   |
| ۱۴.        | «سلاح نهایی» (The Ultimate Weapon)                            | 最終兵器              | ۴:۵۵   |
| ۱۵.        | «در ژرفنای دشمن زرشکی» (Deep Crimson Foe)                     | 深紅ノ敵              | ۲:۲۱   |
| ۱۶.        | «سلب مالکیت/ نسخهٔ پیانو» (Dispossession/ Piano Ver)           | 喪失/Ver. ピアノ      | ۲:۴۰   |
| ۱۷.        | «سلب مالکیت/ نسخهٔ سازهای زهی» (Dispossession/ Strings Ver)    | 喪失/Ver. 重奏        | ۲:۱۴   |
| ۱۸.        | «سلب مالکیت/ نسخهٔ پیتزیکاتو» (Dispossession/ Pluck Ver)       | 喪失/Ver. 弦          | ۲:۵۷   |
| ۱۹.        | «سلب مالکیت/ نسخهٔ جعبهٔ موسیقی» (Dispossession/ Music Box Ver) | 喪失/Ver. オルゴール  | ۱:۳۴   |
| ۲۰.        | «یونا/ نسخهٔ پیانو» (Yonah/ Piano Ver)                         | ヨナ/Ver. ピアノ      | ۲:۵۳   |
| ۲۱.        | «یونا/ نسخهٔ سازهای زهی» (Yonah/ Strings Ver)                  | ヨナ/Ver. 重奏        | ۳:۰۶   |
| ۲۲.        | «یونا/ نسخهٔ پیتزیکاتو. ۱» (Yonah/ Pluck Ver. 1)               | ヨナ/Ver. 弦その۱     | ۲:۳۹   |
| ۲۳.        | «یونا/ نسخهٔ پیتزیکاتو. ۲» (Yonah/ Pluck Ver. 2)               | ヨナ/Ver. 弦その۲     | ۳:۱۳   |
| مجموع مدت: | مجموع مدت:                                                    | مجموع مدت:            | ۷۳:۵۸  |

| دیسک ۲     | دیسک ۲                                                               | دیسک ۲                                     | دیسک ۲ |
| شماره      | نام                                                                  | عنوان ژاپنی                                | مدت    |
| ---------- | -------------------------------------------------------------------- | ------------------------------------------ | ------ |
| ۱.         | «غول تیره همه را نابود می‌کند» (The Dark Colossus Destroys All)       | 全テヲ破壊スル黒キ巨人                     | ۳:۰۳   |
| ۲.         | «ترانهٔ باستانیان/ رویاهای پوچ» (Song of the Ancients/ Hollow Dreams) | イニシエノウタ/虚ロナ夢                    | ۲:۴۱   |
| ۳.         | «کاینه/ رستگاری» (Kainé/ Salvation)                                  | カイネ/救済                                | ۳:۰۳   |
| ۴.         | «کاینه/ فرار» (Kainé/ Escape)                                        | カイネ/逃避                                | ۳:۰۷   |
| ۵.         | «رؤیای او» (His Dream)                                               | 彼ノ夢                                     | ۱:۵۷   |
| ۶.         | «این رؤیا» (This Dream)                                              | 此ノ夢                                     | ۱:۵۶   |
| ۷.         | «آسودگی» (Repose)                                                    | 休息                                       | ۲:۴۰   |
| ۸.         | «جنگل گم‌شده» (The Lost Forest)                                       | 失ワレタ森                                 | ۲:۵۸   |
| ۹.         | «ترانهٔ باستانیان/ سرنوشت» (Song of the Ancients/ Fate)               | イニシエノウタ/運命                        | ۵:۱۷   |
| ۱۰.        | «قلعهٔ ارباب سایه/ حافظه» (Shadowlord's Castle/ Memory)               | 魔王ノ城/記憶                              | ۲:۵۰   |
| ۱۱.        | «رقص محوشونده» (Dance of the Evanescent)                             | 儚キ者達ノ舞踏                             | ۰:۵۴   |
| ۱۲.        | «قلعهٔ ارباب سایه/ غرش» (Shadowlord's Castle/ Roar)                   | 魔王ノ城/咆吼                              | ۴:۱۴   |
| ۱۳.        | «امیل/ کارما» (Emil/ Karma)                                          | エミール/業苦                              | ۳:۲۲   |
| ۱۴.        | «امیل/ قربانی» (Emil/ Sacrifice)                                     | エミール/犠牲                              | ۳:۲۷   |
| ۱۵.        | «ارباب سایه» (Shadowlord)                                            | 魔王                                       | ۵:۲۵   |
| ۱۶.        | «خاکستر رؤیاها جدید-نسخهٔ انگلیسی» (Ashes of Dreams/ New)             | Ashes of Dreams/English Version            | ۶:۱۸   |
| ۱۷.        | «خاکستر رؤیاها/ جدید-نسخهٔ فرانسوی» (Ashes of Dreams/ Nouveau)        | Ashes of Dreams/Nouveau-French Version     | ۵:۴۷   |
| ۱۸.        | «خاکستر رؤیاها/ نسخهٔ گیلیک اسکاتلندی» (Ashes of Dreams/ Nuadhaich)   | Ashes of Dreams/Nuadhaich-Gaelic Version   | ۵:۴۷   |
| ۱۹.        | «خاکستر رؤیاها/ آراتانالو-نسخهٔ ژاپنی» (Ashes of Dreams/ Aratanaru)   | Ashes of Dreams/Aratanaru-Japanese Version | ۶:۲۹   |
| ۲۰.        | «ارباب سایه - ریمیکس White-note» (Shadowlord - White-note remix)     | 魔王 - White-note remix                    | ۴:۵۶   |
| مجموع مدت: | مجموع مدت:                                                           | مجموع مدت:                                 | ۷۶:۱۱  |

#### ۱۵ کابوس و قطعات تنظیم‌شدهٔ نیئا گشتالت و رپلیکانت
آلبومی از قطعات تنظیم‌شدهٔ موسیقی توسط اسکوئر انیکس در ۸ دسامبر ۲۰۱۰ توسط اسکوئر انیکس عرضه شد. این آلبوم با نام ۱۵ کابوس و قطعات تنظیم‌شدهٔ نیئا گشتالت و رپلیکانت حاوی ۱۱ قطعه در مدت زمان ۵۴:۴۳ با شماره کاتالوگ SQEX-10212 بود. کار قطعات تنظیم‌شده توسط اوکابه، ایشیهاما و هوآشی، در کنار ریویچی تاکادا و هیدکوزو تاناکا انجام شد. پنج موسیقی نخست، با سبک تکنو، در محتوای قابل دانلود نیئا گنجانده شده بودند و دیگر قطعات شامل قطعات ساخته‌شده با پیانو، آهنگ‌های بدون متن، چیپ تیونها و آکاپلاهای مربوط به موسیقی اصلی بازی بودند. در یادداشت‌های آلبوم، اوکابه گفت که قطعات موجود در محتوای قابل دانلود قرار بود نسخه‌های «جنگ‌مانندتری» از قطعات اصلی باشند، اما نیمهٔ دوم آلبوم، که در محتوای قابل دانلود نبود، برای «ساخت تصور و جهان‌بینی از موسیقی اصلی» طراحی شده بود.
آلبوم تنظیم‌شده به رتبهٔ ۵۹ در جدول موسیقی اوریکون رسید و این رتبه را برای یک هفته حفظ کرد. این آلبوم با نظر مثبت منتقدان همراه شد، هرچند از نظر آنان نسبت به موسیقی متن اصلی ضعیف‌تر بود. پاتریک گان نسبت به خوب نبودن کیفیت این آلبوم نسبت به آلبوم اصلی انتقاد داشت، اما همچنین گفت که «شما همچنان می‌توانید عالی باشید و به آن آلبوم رتبهٔ دوم را بدهید». به‌عنوان نتیجه‌گیری، او نوشت که تنظیم‌ها همگی دارای کیفیت خوبی بودند، ولی شنوندگان با آن تحت تأثیر خیلی زیادی قرار نخواهند گرفت. دن کوتوسکی آن را یک «آلبوم تنظیم‌شدهٔ کاملاً موفق» دانست، اما چون حس می‌کرد که این آلبوم از مدت موردنیاز کوتاه‌تر بوده و دو قطعهٔ پایانی آن ضعیف‌تر از باقی تنظیم‌ها هستند، آن را پایین‌تر از آلبوم اصلی توصیف کرد. جیسون ناپولیتانو هم حس می‌کرد که آلبوم باید طولانی‌تر می‌بود و فکر می‌کرد که بیشتر شنوندگان احتمالاً برای تنظیم‌های آکوستیک از محتوای قابل دانلود چشم‌پوشی خواهند کرد. او همچنین فکر می‌کرد که شش قطعهٔ موسیقی برای برآورده ساختن انتظارات به وجود آمده از کیفیت موسیقی متن اصلی کافی نیستند.
فهرست قطعات
| فهرست موسیقی‌ها | فهرست موسیقی‌ها                                                                                          | فهرست موسیقی‌ها                         | فهرست موسیقی‌ها |
| شماره          | نام | عنوان ژاپنی                            | مدت            |
| -------------- | --- | -------------------------------------- | -------------- |
| ۱.             | «ترانهٔ باستانیان - اندرویدهای گم‌شدهٔ میکسوکسوکس» (Song of the Ancients - Lost Androids Mixuxux)          | イニシエノウタ - Lost Androids Mixuxux | ۵:۳۵           |
| ۲.             | «بلو-برد - هانسل و گرتل» (Blu-bird - Hansel und Gretel)                                                 | 青イ鳥 - Hansel und Gretel             | ۵:۰۵           |
| ۳.             | «قلعهٔ ارباب سایه - میکس آیرون فیست همراه با دی‌جی-BKO» (Shadowlord's Castle - Iron Fist mix feat.DJ-BKO) | 魔王ノ城 - Iron Fist mix feat.DJ-BKO   | ۵:۰۵           |
| ۴.             | «امیل - سلاح نهایی شمارهٔ ۷» (Emil - Ultimate Weapon No.7)                                               | エミール - Ultimate Weapon No.7        | ۵:۳۴           |
| ۵.             | «ارباب سایه - نسخهٔ یونای گریان» (Shadowlord - Crying Yonah Version)                                     | 魔王 - Crying Yonah Version            | ۵:۳۹           |
| ۶.             | «امیل/ نسخهٔ پیانو» (Emil/ Piano Ver.)                                                                   | エミール/ピアノVer                     | ۴:۰۲           |
| ۷.             | «کاینه/ نسخهٔ دونوازی» (Kainé/ Duet Ver.)                                                                | カイネ/重奏Ver                         | ۴:۱۷           |
| ۸.             | «ماشین‌های خراب/ آکاپلا» (The Wretched Automatons/ A Cappella)                                           | 愚カシイ機械/アカペラVer               | ۳:۳۲           |
| ۹.             | «ترانهٔ باستانیان/ نسخهٔ پیانو» (Song of the Ancients/ Piano Ver.)                                        | イニシエノウタ/ピアノVer               | ۵:۰۰           |
| ۱۰.            | «ارباب سایه/ نسخهٔ جعبهٔ موسیقی» (Shadowlord/ Music Box Ver.)                                             | 魔王/オルゴールVer                     | ۲:۱۵           |
| ۱۱.            | «افسانهٔ نیئا: قهرمانان ۸-بیت» (The Legend of Nier: 8-bit Heroes)                                        | ニーアの伝説～۸ビットの勇者たち～      | ۸:۳۹           |
| مجموع مدت:     | مجموع مدت:                                                                                              | مجموع مدت:                             | ۵۴:۴۳          |

#### آلبوم گرامی‌داشت نیئا -اکو-
در ۱۴ سپتامبر ۲۰۱۱، اسکوئر انیکس سومین آلبوم نیئا را با عنوان آلبوم گرامی‌داشت نیئا -اکو- منتشر کرد. هر کدام از ۱۲ قطعه موسیقی موجود در آلبوم، یک نسخهٔ ریمیکس از قطعات نیئا هستند که هر کدام توسط یک هنرمند خاص ریمیکس شده‌اند. نتیجهٔ کار، یک آلبوم ریمیکس بود که در سبک الکترونیک ساخته شده و تنظیم‌های متعدد پیانو از «مادربزرگ» و یک بازبینی کلزمر از «قلعهٔ ارباب سایه» هم در آن وجود دارند. مدت این آلبوم ۱:۰۰:۴۶ و شماره کاتالوگ آن SQEX-10247 است.
این آلبوم به رتبهٔ ۷۷ در جدول موسیقی اوریکون رسید و این رتبه را برای یک هفته حفظ کرد. این آلبوم توسط جیسون ناپولیتانو با نقد مثبتی روبه‌رو شد و او گفت که با آن «تحت تأثیر قرار گرفته‌است». او این آلبوم را از آلبوم تنظیم‌شده بهتر دانست، اما حس می‌کرد که تعدادی از قطعات باکیفیت‌تر از قطعات اصلی نیستند.
فهرست قطعات
| فهرست موسیقی‌ها | فهرست موسیقی‌ها | فهرست موسیقی‌ها                                                                           | فهرست موسیقی‌ها |
| شماره          | نام | عنوان ژاپنی                                                                              | مدت            |
| -------------- | --- | ---------------------------------------------------------------------------------------- | -------------- |
| ۱.             | «-اکو-: نیئا آسودگی "SEXY-SYNTHESIZER"» (-echo-: NieR Repose "SEXY-SYNTHESIZER") | -echo-: NieR 休息 "SEXY-SYNTHESIZER"                                                     | ۶:۲۸           |
| ۲.             | «-اکو-: نیئا کاینه/ رستگاری ~ کاینه/ فرار "matryoshka"» (-echo-: NieR Kainé/ Salvation ~ Kainé/ Escape "matryoshka")                                                                                    | -echo-: NieR カイネ/救済 〜 カイネ/逃避 "matryoshka"                                     | ۳:۲۴           |
| ۳.             | «-اکو-: نیئا معبد شن‌های روان "millstones"» (-echo-: NieR Temple of Drifting Sands "millstones") | -echo-: NieR 流砂ノ神殿 "millstones"                                                     | ۵:۰۳           |
| ۴.             | «-اکو-: نیئا امیل/ قربانی "Ametsub"» (-echo-: NieR Emil/ Sacrifice "Ametsub") | -echo-: NieR エミール/犠牲 "Ametsub"                                                     | ۴:۴۴           |
| ۵.             | «-اکو-: نیئا دنبالهٔ نیئا (بازسازی-برف در تابستان، سلاح نهایی، خاکستر رؤیاها) "Go-qualia"» (-echo-: NieR Suite Of Nier (Restructuring-Snow in Summer, The Ultimate Weapon, Ashes of Dreams) "Go-qualia") | -echo-: NieR Suite Of Nier (Restructuring-夏ノ雪, 最終兵器, Ashes of Dreams) "Go-qualia" | ۵:۵۸           |
| ۶.             | «-اکو-: نیئا قلعهٔ ارباب سایه/ غرش "RÄFVEN"» (-echo-: NieR Shadowlord's Castle/ Roar "RÄFVEN") | -echo-: NieR 魔王ノ城/咆吼 "RÄFVEN"                                                      | ۲:۴۶           |
| ۷.             | «-اکو-: نیئا سنگ ناتمام "Nobu44"» (-echo-: NieR The Incomplete Stone "Nobu44") | -echo-: NieR 不完全ナ石 "Nobu44"                                                         | ۵:۱۰           |
| ۸.             | «-اکو-: نیئا ترانهٔ باستانیان/ دوولا ~ ترانهٔ باستانیان/ پوپولا "sasakure.UK"» (-echo-: NieR Song of the Ancients/ Devola ~ Song of the Ancients/ Popola "sasakure.UK")                                   | -echo-: NieR イニシエノウタ/デボル 〜 イニシエノウタ/ポポル "sasakure.UK"                | ۵:۱۸           |
| ۹.             | «-اکو-: نیئا ماشین‌های خراب "KanouKaoru"» (-echo-: NieR The Wretched Automatons "KanouKaoru") | -echo-: NieR 愚カシイ機械 "KanouKaoru"                                                   | ۳:۵۲           |
| ۱۰.            | «-اکو-: نیئا مادربزرگ "Schroeder-Headz"» (-echo-: NieR Grandma "Schroeder-Headz") | -echo-: NieR オバアチャン "Schroeder-Headz"                                              | ۴:۲۲           |
| ۱۱.            | «-اکو-: نیئا جنگل گم‌شده "NO‐NO₂"» (-echo-: NieR The Lost Forest "NO‐NO₂") | -echo-: NieR 失ワレタ森 "NO‐NO₂"                                                         | ۵:۱۰           |
| ۱۲.            | «-اکو-: نیئا برف در تابستان ~ غول تیره همه را نابود می‌کند "world's end girlfriend"» (-echo-: NieR Snow in Summer ~ The Dark Colossus Destroys All "world's end girlfriend")                             | -echo-: NieR 夏ノ雪〜 全テヲ破壊スル黒キ巨人 "world's end girlfriend"                    | ۸:۳۱           |
| مجموع مدت:     | مجموع مدت: | مجموع مدت:                                                                               | ۶۰:۴۶          |

#### مجموعهٔ پیانو نیئا گشتالت و رپلیکانت
در ۲۱ مارس ۲۰۱۲ اسکوئر انیکس چهارمین آلبوم نیئا را با نام مجموعهٔ پیانو نیئا گشتالت و رپلیکانت منتشر کرد. هر کدام از ۱۱ قطعهٔ موجود در آلبوم یک آهنگ تنظیم‌شده به‌وسیلهٔ پیانو از قطعات اصلی نیئا است. این قطعات توسط چندین هنرمند مختلف از جمله کیگو هوآشی، کومی تانیوکا، ماساتو کودا، ریویچی تاکادا و یوری میسومی تنظیم و اجرا شده‌اند. هر تنظیم‌کننده قطعات مخصوص خود را اجرا کرد، به جز کودا که تنظیم‌هایش توسط تانیوکا اجرا شد. مدت این آلبوم ۴۵:۴۲ و شماره کاتالوگ آن SQEX-10303 است.
جیسون ناپولیتانو نقد مثبتی نسبت به این آلبوم داشت و گفت که با وجود این‌که «هیچ‌چیز در این آلبوم منحصراً شگفت‌آور نیست» از تنظیم‌ها و اجراها لذت برده‌است. او همچنین گفت که قطعات این آلبوم را به قطعات ۱۵ کابوس ترجیح می‌دهد.
فهرست قطعات
| فهرست موسیقی‌ها | فهرست موسیقی‌ها                                          | فهرست موسیقی‌ها  | فهرست موسیقی‌ها |
| شماره          | نام                                                     | عنوان ژاپنی     | مدت            |
| -------------- | ------------------------------------------------------- | --------------- | -------------- |
| ۱.             | «-اکو-: ترانهٔ باستانیان» (-echo-: Song of the Ancients) | イニシエノウタ  | ۴:۰۸           |
| ۲.             | «کاینه» (Kainé)                                         | カイネ          | ۴:۲۹           |
| ۳.             | «تپه‌های باد فروزان» (Hills of Radiant Wind)             | 光ノ風吹ク丘    | ۳:۴۰           |
| ۴.             | «برف در تابستان» (Snow in Summer)                       | 夏ノ雪          | ۳:۴۸           |
| ۵.             | «امیل» (Emil)                                           | エミール        | ۳:۲۴           |
| ۶.             | «مادربزرگ» (Grandma)                                    | オバアチャン    | ۴:۲۱           |
| ۷.             | «آسودگی» (Repose)                                       | 休息            | ۲:۵۶           |
| ۸.             | «خدایان محدودشده با قوانین» (Gods Bound By Rules)       | 掟ニ囚ワレシ神  | ۴:۱۵           |
| ۹.             | «ارباب سایه» (Shadowlord)                               | 魔王            | ۴:۰۳           |
| ۱۰.            | «ماشین‌های خراب» (The Wretched Automatons)               | 愚カシイ機械    | ۵:۳۶           |
| ۱۱.            | «خاکستر رؤیاها» (Ashes of Dreams)                       | Ashes of Dreams | ۵:۰۲           |
| مجموع مدت:     | مجموع مدت:                                              | مجموع مدت:      | ۴۵:۴۲          |

#### نیئا گشتالت و رپلیکانت: نسخهٔ تنظیم‌شدهٔ جاز
موسیقی نیئا در دو آلبوم چندآهنگه جاز هم تنظیم شده‌است. این دو آلبوم با عناوین نیئا گشتالت و رپلیکانت: نسخهٔ تنظیم‌شدهٔ جاز، و بخش دوم تنظیم‌های جاز منتشر شده و حاوی شش آهنگ از موسیقی متن هستند که توسط جوی‌پد رکوردز ثبت امتیاز شده‌است. این آهنگ‌ها توسط شان اسچافیانسکی تنظیم و عرضه شده و در ۸ اوت ۲۰۱۳ و ۱۶ مهٔ ۲۰۱۴ به‌صورت دیجیتالی عرضه شده‌اند. طول این دو آلبوم ۲۶:۴۸ و ۲۵:۳۳ است. این موسیقی بین موسیقی بدون متن و آوازها تقسیم شده و سبک‌های متفاوتی از موسیقی جاز را پوشش می‌دهد.
اولین آلبوم چندآهنگه توسط برد هایس — یکی از نزدیکان به آرپی‌جی‌فن — نقد مثبتی دریافت کرد. وی «به‌شدت از مسیری که این آلبوم آن را دنبال می‌کند لذت برد»، اما در کنار آن اشاره کرد که بعضی از قطعه‌ها کاملاً انتظارات حدبالای او را برآورده نکردند. وی به عنوان نتیجه‌گیری بیان کرد که «آهنگ‌ها چرخش تازه‌ای به بعضی از قطعات عالی موسیقی بازی ویدئویی می‌دهند و روح نیئا را زنده و سالم نگه می‌دارند».
فهرست قطعات
| نسخهٔ تنظیم جاز | نسخهٔ تنظیم جاز                                    | نسخهٔ تنظیم جاز                | نسخهٔ تنظیم جاز |
| شماره          | نام                                               | عنوان اصلی                    | مدت            |
| -------------- | ------------------------------------------------- | ----------------------------- | -------------- |
| ۱.             | «باران آفتابی» (Sunshower)                        | "Snow in Summer"              | ۵:۴۲           |
| ۲.             | «مهتاب رنگ‌پریده» (Pale Moonlight)                 | "Shadowlord's Castle/Roar"    | ۴:۰۷           |
| ۳.             | «بلبل» (Nightengale)                              | "Kainé/Duet Ver."             | ۴:۱۴           |
| ۴.             | «خاطرات» (Memories)                               | "Song Of The Ancients/Devola" | ۴:۵۴           |
| ۵.             | «قلبی فراموش‌نشده» (A Heart Not Forgotten)         | "Emil/Karma"                  | ۳:۲۶           |
| ۶.             | «مشکل نیرو گرفته از بخار» (Steam Powered Trouble) | "The Wretched Automatons"     | ۴:۲۵           |
| مجموع مدت:     | مجموع مدت:                                        | مجموع مدت:                    | ۲۶:۴۸          |

| نسخهٔ تنظیم جاز بخش دوم | نسخهٔ تنظیم جاز بخش دوم      | نسخهٔ تنظیم جاز بخش دوم | نسخهٔ تنظیم جاز بخش دوم |
| شماره                  | نام                         | عنوان اصلی             | مدت                    |
| ---------------------- | --------------------------- | ---------------------- | ---------------------- |
| ۱.                     | «زمان‌سنج قدیمی» (Old Timer) | "Grandma"              | ۳:۲۴                   |
| ۲.                     | «گل» (Flower)               | "Yonah"                | ۴:۰۹                   |
| ۳.                     | «حجاب» (Veil)               | "The Prestigious Mask" | ۲:۳۴                   |
| ۴.                     | «قانون‌شکن» (Rule Breaker)   | "Gods Bound by Rules"  | ۵:۰۳                   |
| ۵.                     | «قلب سنگین» (Heavy Heart)   | "Emil-Piano Ver"       | ۴:۰۷                   |
| ۶.                     | «پنومبرا» (Penumbra)        | "Shadowlord"           | ۶:۱۶                   |
| مجموع مدت:             | مجموع مدت:                  | مجموع مدت:             | ۲۵:۳۳                  |

### نیئا: اتوماتا

#### موسیقی متن اصلی نیئا: اتوماتا
دنبالهٔ نیئا با نام نیئا: اتوماتا در فوریه ۲۰۱۷ عرضه شد. موسیقی این بازی توسط کئیچی اوکابه و اعضای استودیوی او با نام «موناکا» ساخته شده‌است. در کنار آن‌ها، کِیگو هوآشی، کونیئوکی تاکاهاشی و شوتارو سئو، دیگر آهنگسازهای بازی بودند. در این موسیقی متن، امی ایوانز و نامی ناکاگاوا روی آوازها و تاکانوری گوتو روی گیتار کار کردند و چندین هنرمند دیگر هم کارهای اضافه آن را انجام دادند. حال‌وهوای اصلی این موسیقی متن بر پایهٔ موسیقی کلاسیک است. آلبوم موسیقی متن این بازی به‌طور جهانی در ۲۹ مارس ۲۰۱۷ توسط اسکوئر انیکس عرضه شد. این آلبوم در سه دیسک و مدت ۳:۳۳:۴۳، شامل تمام قطعات موسیقی بازی، به همراه نسخه‌های دیگری از مضامین موسیقی اصلی به زبان‌های متفاوت است. شماره کاتالوگ این آلبوم در دامنهٔ SQEX-105۸۹~۹۱ است. برخلاف نیئا که تمام نسخه‌های آن توسط امی ایوانز نوشته و خوانده شده و معنی مشابهی داشتند، نسخه‌های اتوماتا توسط افراد مختلفی نوشته و خوانده شدند. نسخهٔ انگلیسی توسط جی‌نیک نیکول و نسخه‌ای با ریشهٔ فرانسوی توسط ایوانز خوانده شد. نسخهٔ ژاپنی هم توسط تارو یوکو نوشته و توسط مارینا کاوانو خوانده شد.
موسیقی متن اصلی نیئا: اتوماتا در رتبهٔ دوم جدول اوریکون قرار گرفت، و در اولین هفتهٔ عرضه بیش از ۲۸٬۰۰۰ نسخه در ژاپن فروخت.
فهرست قطعات
| دیسک ۱     | دیسک ۱                                                           | دیسک ۱                              | دیسک ۱ |
| شماره      | نام                                                              | عنوان ژاپنی                         | مدت    |
| ---------- | ---------------------------------------------------------------- | ----------------------------------- | ------ |
| ۱.         | «اهمیت - هیچ‌چیز» (Significance - Nothing)                        | 意味/無                             | ۲:۳۹   |
| ۲.         | «خرابه‌های شهر - پرتوهای نور» (City Ruins - Rays of Light)        | 遺サレタ場所/斜光                   | ۶:۲۲   |
| ۳.         | «خواب صلح‌آمیز» (Peaceful Sleep)                                  | 穏ヤカナ眠リ                        | ۶:۵۰   |
| ۴.         | «خاطرات گردوخاک» (Memories of Dust)                              | 砂塵ノ記憶                          | ۵:۲۹   |
| ۵.         | «تولد یک آرزو» (Birth of a Wish)                                 | 生マレ出ヅル意思                    | ۴:۴۰   |
| ۶.         | «رنگ افسردگی» (The Color of Depression)                          | 沈痛ノ色                            | ۳:۱۷   |
| ۷.         | «شهربازی» (Amusement Park)                                       | 遊園施設                            | ۶:۱۹   |
| ۸.         | «یک ترانهٔ زیبا» (A Beautiful Song)                               | 美シキ歌                            | ۴:۰۶   |
| ۹.         | «صدای بی‌بازگشت - گیتار» (Voice of no Return - Guitar)            | 還ラナイ声/ギター                   | ۳:۵۱   |
| ۱۰.        | «مادربزرگ - تباهی» (Grandma - Destruction)                       | オバアチャン/破壊                   | ۵:۳۱   |
| ۱۱.        | «دعای تضعیف‌شونده - نسیم سحرگاه» (Faltering Prayer - Dawn Breeze) | 澱ンダ祈リ/暁風                     | ۳:۱۲   |
| ۱۲.        | «فروشگاه امیل» (Emil's Shop)                                     | エミール/ショップ                   | ۵:۲۸   |
| ۱۳.        | «زمان‌های محبوب» (Treasured Times)                                | 大切ナ時間                          | ۳:۴۶   |
| ۱۴.        | «امید ناامید - باران سرد» (Vague Hope - Cold Rain)               | 曖昧ナ希望/氷雨                     | ۳:۳۶   |
| ۱۵.        | «وزن جهان نسخهٔ انگلیسی» (Weight of the World English Version)    | Weight of the World/English Version | ۵:۴۴   |
| مجموع مدت: | مجموع مدت:                                                       | مجموع مدت:                          | ۷۰:۵۰  |

| دیسک ۲     | دیسک ۲                                                                         | دیسک ۲                             | دیسک ۲ |
| شماره      | نام                                                                            | عنوان ژاپنی                        | مدت    |
| ---------- | ------------------------------------------------------------------------------ | ---------------------------------- | ------ |
| ۱.         | «اهمیت» (Significance)                                                         | 意味                               | ۲:۳۹   |
| ۲.         | «خرابه‌های شهر - سایه» (City Ruins - Shade)                                     | 遺サレタ場所/遮光                  | ۶:۰۱   |
| ۳.         | «پایان ناشناخته» (End of the Unknown)                                          | 異形ノ末路                         | ۴:۳۱   |
| ۴.         | «صدای بی‌بازگشت - عادی» (Voice of no Return - Normal)                           | 還ラナイ声/通常                    | ۲:۵۳   |
| ۵.         | «پاسکال» (Pascal)                                                              | パスカル                           | ۴:۴۷   |
| ۶.         | «قلمرو جنگل» (Forest Kingdom)                                                  | 森ノ王国                           | ۵:۵۲   |
| ۷.         | «غول تیره - کایجو» (Dark Colossus - Kaiju)                                     | 全テヲ破壊スル黒キ巨人/怪獣        | ۶:۰۶   |
| ۸.         | «شهر کپی‌شده» (Copied City)                                                     | 複製サレタ街                       | ۳:۵۹   |
| ۹.         | «اسلحهٔ خراب: متوسط/ پویا» (Wretched Weaponry: Medium/Dynamic)                  | 愚カシイ兵器：乙：甲               | ۷:۰۴   |
| ۱۰.        | «تحت کنترل بیماری» (Possessed by Disease)                                      | 取リ憑イタ業病                     | ۵:۰۲   |
| ۱۱.        | «قلب شکسته» (Broken Heart)                                                     | 割レタ心                           | ۳:۳۰   |
| ۱۲.        | «اسلحهٔ خراب: آرام» (Wretched Weaponry: Quiet)                                  | 愚カシイ兵器：丙                   | ۳:۰۷   |
| ۱۳.        | «سوگواری» (Mourning)                                                           | 追悼                               | ۴:۵۱   |
| ۱۴.        | «ضعیفِ وابسته» (Dependent Weakling)                                             | 依存スル弱者                       | ۵:۰۶   |
| ۱۵.        | «وزن جهان ترانهٔ جهانی درهم شکسته» (Weight of the World Song of a Broken World) | Weight of the World/壊レタ世界ノ歌 | ۵:۴۴   |
| مجموع مدت: | مجموع مدت:                                                                     | مجموع مدت:                         | ۷۱:۱۲  |

| دیسک ۳     | دیسک ۳                                                                    | دیسک ۳                                 | دیسک ۳ |
| شماره      | نام                                                                       | عنوان ژاپنی                            | مدت    |
| ---------- | ------------------------------------------------------------------------- | -------------------------------------- | ------ |
| ۱.         | «تجدید حیات و امید» (Rebirth & Hope)                                      | 再生ト希望                             | ۰:۳۷   |
| ۲.         | «جنگ و جنگ» (War & War)                                                   | 戦争ト戦争                             | ۴:۳۲   |
| ۳.         | «دروغ‌های زوال‌یافته - جبهه» (Crumbling Lies - Front)                       | 崩壊ノ虚妄                             | ۳:۲۶   |
| ۴.         | «بیماری گسترده» (Widespread Illness)                                      | 茫洋タル病                             | ۳:۱۸   |
| ۵.         | «قلعهٔ دروغین» (Fortress of Lies)                                          | 偽リノ城塞                             | ۲:۴۹   |
| ۶.         | «امید ناامید - باران بهاری» (Vague Hope - Spring Rain)                    | 曖昧ナ希望/翠雨                        | ۴:۴۰   |
| ۷.         | «ترانهٔ باستانیان - تاوان» (Song of the Ancients - Atonement)              | イニシエノウタ/贖罪                    | ۵:۰۹   |
| ۸.         | «مرگ سعادتمندانه» (Blissful Death)                                        | 幸セナ死                               | ۲:۳۶   |
| ۹.         | «امیل - ناامیدی» (Emil - Despair)                                         | エミール/絶望                          | ۴:۴۶   |
| ۱۰.        | «دعای تضعیف‌شونده - آسمان پرستاره» (Faltering Prayer - Starry Sky)         | 澱ンダ祈リ/星空                        | ۳:۴۴   |
| ۱۱.        | «ظهور بیگانه» (Alien Manifestation)                                       | 顕現シタ異物                           | ۶:۲۷   |
| ۱۲.        | «برج» (The Tower)                                                         | 「塔」                                 | ۷:۴۳   |
| ۱۳.        | «کابوس دوقطبی» (Bipolar Nightmare)                                        | 双極ノ悪夢                             | ۵:۰۰   |
| ۱۴.        | «نغمهٔ پایان» (The Sound of the End)                                       | 終ワリノ音                             | ۵:۲۶   |
| ۱۵.        | «وزن جهان جدید - نسخهٔ فرانسوی» (Weight of the World Nouveau - FR Version) | Weight of the World/Nouveau-FR Version | ۵:۴۷   |
| ۱۶.        | «وزن جهان پایان YoRHa» (Weight of the World the End of YoRHa)             | Weight of the World/the End of YoRHa   | ۵:۳۹   |
| مجموع مدت: | مجموع مدت:                                                                | مجموع مدت:                             | ۷۱:۳۹  |

##### قطعات هک
در ۲۹ مارس ۲۰۱۷، نسخه‌ای تغییریافته از موسیقی متن اصلی بازی با نام قطعات هک موسیقی متن اصلی نیئا: اتوماتا عرضه شد. این آلبوم با شماره کاتالوگ SQEX-10593 و مدت ۴۶:۰۷، غیرقابل فروش بود و همراه با نسخه‌ای از آلبوم اصلی عرضه می‌شد. کئیچی اوکابه، کونیئوکی تاکاهاشی و کیگو هوآشی آهنگساز، و شوتارو سئو تنظیم‌کنندهٔ این آلبوم بودند.
این آلبوم هم بازخورد مثبتی دریافت کرد. پاتریک گان در مورد آن نظر مثبتی داشت و گفت که افراد دریافت‌کنندهٔ این آلبوم همراه با موسیقی متن اصلی باید قدر این «موهبت» را بدانند.
فهرست قطعات
| فهرست موسیقی‌ها | فهرست موسیقی‌ها                                                                 | فهرست موسیقی‌ها                  | فهرست موسیقی‌ها |
| شماره          | نام                                                                            | عنوان ژاپنی                     | مدت            |
| -------------- | ------------------------------------------------------------------------------ | ------------------------------- | -------------- |
| ۱.             | «خرابه‌های شهر - ۸-بیت» (City Ruins - 8-bit)                                    | 遺サレタ場所：丁                | ۲:۱۲           |
| ۲.             | «خاطرات گردوخاک - ۸-بیت» (Memories of Dust - 8-bit)                            | 砂塵ノ記憶：丁                  | ۲:۳۱           |
| ۳.             | «تولد یک آرزو - ۸-بیت» (Birth of a Wish - 8-bit)                               | 生マレ出ヅル意思：丁            | ۳:۰۲           |
| ۴.             | «شهربازی - ۸-بیت» (Amusement Park - 8-bit)                                     | 遊園施設：丁                    | ۲:۲۳           |
| ۵.             | «یک ترانهٔ زیبا - ۸-بیت» (A Beautiful Song - 8-bit)                             | 美シキ歌：丁                    | ۲:۳۳           |
| ۶.             | «پایان ناشناخته - ۸-بیت» (End of the Unknown - 8-bit)                          | 異形ノ末路：丁                  | ۲:۵۲           |
| ۷.             | «پادشاهی جنگل - ۸-بیت» (Forest Kingdom - 8-bit)                                | 森ノ王国：丁                    | ۲:۲۶           |
| ۸.             | «غول تیره - کایجو - ۸-بیت» (Dark Colossus - Kaiju - 8-bit)                     | 全テヲ破壊スル黒キ巨人/怪獣：丁 | ۲:۱۵           |
| ۹.             | «اسلحهٔ خراب - ۸-بیت» (Wretched Weaponry - 8-bit)                               | 愚カシイ兵器：丁                | ۳:۰۳           |
| ۱۰.            | «تحت کنترل بیماری - ۸-بیت» (Possessed by Disease - 8-bit)                      | 取リ憑イタ業病：丁              | ۴:۱۵           |
| ۱۱.            | «ضعیفِ وابسته - ۸-بیت» (Dependent Weakling - 8-bit)                             | 依存スル弱者：丁                | ۲:۴۰           |
| ۱۲.            | «جنگ و جنگ - ۸-بیت» (War & War - 8-bit)                                        | 戦争ト戦争：丁                  | ۲:۲۷           |
| ۱۳.            | «ترانهٔ باستانیان - رستگاری - ۸-بیت» (Song of the Ancients - Atonement - 8-bit) | イニシエノウタ/贖罪：丁         | ۳:۰۸           |
| ۱۴.            | «برج - ۸-بیت» (The Tower - 8-bit)                                              | 「塔」：丁                      | ۳:۳۸           |
| ۱۵.            | «نغمهٔ پایان - ۸-بیت» (The Sound of the End - 8-bit)                            | 終ワリノ音：丁                  | ۲:۴۰           |
| ۱۶.            | «وزن جهان - ۸-بیت» (Weight of the World - 8-bit)                               | Weight of the World：丁         | ۴:۰۲           |
| مجموع مدت:     | مجموع مدت:                                                                     | مجموع مدت:                      | ۴۶:۰۷          |

#### تنظیم‌ها و قطعات عرضه‌نشدهٔ نیئا: اتوماتا
در ۲۰ دسامبر ۲۰۱۷، آلبومی تنظیم‌شده از موسیقی متن اصلی به همراه تعدادی از قطعات عرضه‌نشدهٔ بازی با نام تنظیم‌ها و قطعات عرضه‌نشدهٔ نیئا: اتوماتا با شماره کاتالوگ SQEX-10631~۲ عرضه شد. تنظیم هر آهنگ این آلبوم توسط یک تنظیم‌کنندهٔ خاص انجام شد، و کئیچی اوکابه هم روی آن کار کرد. مدت کلی این آلبوم که در دو دیسک منتشر شد، ۱:۴۳:۳۹ بود و مجموعاً شامل ۲۰ آهنگ می‌شد.
پاتریک گان از آرپی‌جی‌فن نظر نسبتاً مثبتی در مورد آلبوم داشت و مخصوصاً قطعات پیانوی این آلبوم را تحسین کرد، تا آن‌جا که از نظر او، اسکوئر انیکس باید یک آلبوم از تنظیم‌های پیانوی موسیقی بازی را هم عرضه می‌کرد. نظر کلی او نسبت به آهنگ‌های این آلبوم «خوب» بود و تنظیم‌های «شهر کپی‌شده» را به بقیهٔ آهنگ‌ها ترجیح می‌داد. او در نقد مربوط به مجموعهٔ پیانو، این آلبوم را مشابه آلبوم -اکو- از آلبوم‌های نیئا دانست.
فهرست قطعات
| دیسک ۱     | دیسک ۱ | دیسک ۱                                                                         | دیسک ۱ |
| شماره      | نام | عنوان ژاپنی                                                                    | مدت    |
| ---------- | --- | ------------------------------------------------------------------------------ | ------ |
| ۱.         | «خرابه‌های شهر (تنظیم توسط AJURIKA)» (City Ruins (Arranged by AJURIKA))                                                                                                   | 遺サレタ場所 Arranged by AJURIKA                                               | ۴:۰۰   |
| ۲.         | «خواب صلح‌آمیز (تنظیم توسط Cheng Bi Meets Masato Ishinari)» (Peaceful Sleep (Arranged by Cheng Bi Meets Masato Ishinari))                                                 | 穏ヤカナ眠リ Arranged by Cheng Bi meets Masato Ishinari                        | ۳:۵۸   |
| ۳.         | «شهربازی (تنظیم توسط arai tasuku فیت. momocashew)» (Amusement Park (Arranged by arai tasuku) [feat. momocashew])                                                         | 遊園施設 Arranged by arai tasuku feat.momocashew from Mili                     | ۶:۴۳   |
| ۴.         | «پایان ناشناخته (تنظیم توسط ATOLS)» (End of the Unknown (Arranged by ATOLS))                                                                                             | 異形ノ末路 Arranged by ATOLS                                                   | ۴:۳۶   |
| ۵.         | «پاسکال (تنظیم توسط ریو کاوامورا)» (Pascal (Arranged by Ryu Kawamura))                                                                                                   | パスカル Arranged by Ryu Kawamura                                              | ۵:۱۵   |
| ۶.         | «شهر کپی‌شده (تنظیم توسط LITE)» (Copied City (Arranged by LITE)) | 複製サレタ街 Arranged by LITE                                                  | ۳:۵۸   |
| ۷.         | «سوگواری (تنظیم توسط ساچیکو مییانو)» (Mourning (Arranged by Sachiko Miyano))                                                                                             | 追悼 Arranged by Sachiko Miyano                                                | ۶:۴۹   |
| ۸.         | «امید ناامید (تنظیم توسط تاکورو ایجا)» (Vague Hope (Arranged by Takuro Iga))                                                                                             | 曖昧ナ希望 Arranged by Takuro Iga                                              | ۵:۱۶   |
| ۹.         | «ترانهٔ باستانیان - رستگاری (تنظیم توسط جان هایاکاوا و آتسوکی یوشیدا)» (Song of the Ancients - Atonement (Arranged by Jun Hayakawa with Atsuki Yoshida [EMO Quartet]))    | イニシエノウタ Arranged by Jun Hayakawa with Atsuki Yoshida(EMO Quartet)       | ۴:۱۸   |
| ۱۰.        | «امیل (تنظیم توسط موریگان و لیلی)» (Emil (Arranged by Morrigan & Lily))                                                                                                  | エミール Arranged by Morrigan & Lily                                           | ۶:۰۷   |
| ۱۱.        | «ظهور بیگانه (تنظیم توسط یوتاکا اویاما، جودیچی سایتو، یوسکه شیما و جوس کولون)» (Alien Manifestation (Arranged by Yutaka Oyama, Junichi Saito, Yusuke Shima, Jose Colon)) | 顕現シタ異物 Arranged by Yutaka Oyama・Junichi Saito・Yusuke Shima・Jose Colon | ۴:۱۷   |
| ۱۲.        | «وزن جهان (تنظیم توسط زانیو)» (Weight of the World (Arranged by ZANIO))                                                                                                  | Weight of the World Arranged by ZANIO                                          | ۵:۲۸   |
| مجموع مدت: | مجموع مدت: | مجموع مدت:                                                                     | ۶۰:۴۵  |

| دیسک ۲     | دیسک ۲                                                                          | دیسک ۲                               | دیسک ۲ |
| شماره      | نام                                                                             | عنوان اصلی                           | مدت    |
| ---------- | ------------------------------------------------------------------------------- | ------------------------------------ | ------ |
| ۱.         | «اومار ایدورو ایشی/ کونوماما جا دامه» (Umare Iduru Ishi/ Konomama ja Dame)      | 生マレ出ヅル意思/コノママジャダメ    | ۵:۲۲   |
| ۲.         | «تولد یک آرزو/ این نمی‌تواند ادامه یابد» (Birth of a Wish/ This cannot continue) | Birth of a Wish/This cannot continue | ۵:۲۲   |
| ۳.         | «اومار ایدورو ایشی/ کامی نی ناتا» (Umare Iduru Ishi/ Kami ni Natta)             | 生マレ出ヅル意思/カミニナッタ        | ۵:۲۲   |
| ۴.         | «تولد یک آرزو/ خدا شدن» (Birth of a Wish/ Become a God)                         | Birth of a Wish/Become a God         | ۵:۲۲   |
| ۵.         | «تولد یک آرزو/ CEO (تک‌نوازی)» (Birth of a Wish/ CEO (Solo))                     | 生マレ出ヅル意思/社長（ソロ）        | ۵:۲۲   |
| ۶.         | «تولد یک آرزو/ CEO (دونوازی)» (Birth of a Wish/ CEO (Duet))                     | 生マレ出ヅル意思/社長（デュエット）  | ۵:۲۲   |
| ۷.         | «توریتسویتا گوبیو/ کامی نی ناتا» (Toritsuita Goubyou/ Kami ni Natta)            | 取リ憑イタ業病/カミニナッタ          | ۵:۲۲   |
| ۸.         | «تحت کنترل بیماری/ خدا شدن» (Possessed by Disease/ Become a God)                | Possessed by Disease/Become a God    | ۵:۲۰   |
| مجموع مدت: | مجموع مدت:                                                                      | مجموع مدت:                           | ۴۲:۵۴  |

#### مجموعهٔ پیانو نیئا: اتوماتا
آلبوم دیگری شامل دوازده قطعهٔ پیانو با شماره کاتالوگ SQEX-10653 و به‌نام مجموعهٔ پیانو نیئا: اتوماتا در ۲۵ آوریل ۲۰۱۸ منتشر شد. گروه موناکا وظیفهٔ آهنگسازی این آلبوم را برعهده داشت و تنظیم‌کنندگان متفاوتی روی آن کار کردند. مدت زمان کلی این آلبوم، ۱:۰۱:۰۷ است.
نظر پاتریک گان نسبت به این آلبوم چندان مثبت نبود. با وجود انتظار او برای آلبومی از قطعات پیانو، وی این آلبوم را «ضعیف‌ترین آلبوم اتوماتا که اسکوئر انیکس تا کنون عرضه کرده» خواند، اما در کنار این گفت که گاه‌به‌گاه از شنیدن این آلبوم «خوشحال» می‌شود و امید داشت که کیفیت آلبوم‌های بعدی بیش از این کاهش پیدا نکند.
فهرست قطعات
| دیسک ۱     | دیسک ۱                               | دیسک ۱              | دیسک ۱ |
| شماره      | نام                                  | عنوان ژاپنی         | مدت    |
| ---------- | ------------------------------------ | ------------------- | ------ |
| ۱.         | «وزن جهان» (Weight of the World)     | Weight of the World | ۶:۱۷   |
| ۲.         | «شهربازی» (Amusement Park)           | 遊園施設            | ۶:۵۵   |
| ۳.         | «یک ترانهٔ زیبا» (A Beautiful Song)   | 美シキ歌            | ۵:۰۷   |
| ۴.         | «خرابه‌های شهر» (City Ruins)          | 遺サレタ場所        | ۳:۴۸   |
| ۵.         | «ضعیفِ وابسته» (Dependent Weakling)   | 依存スル弱者        | ۴:۱۸   |
| ۶.         | «خواب صلح‌آمیز» (Peaceful Sleep)      | 穏ヤカナ眠リ        | ۴:۵۴   |
| ۷.         | «شهر کپی‌شده» (Copied City)           | 複製サレタ街        | ۴:۲۱   |
| ۸.         | «صدای بی‌بازگشت» (Voice of no Return) | 還ラナイ声          | ۳:۵۶   |
| ۹.         | «کابوس دوقطبی» (Bipolar Nightmare)   | 双極ノ悪夢          | ۴:۲۳   |
| ۱۰.        | «برج» (The Tower)                    | 「塔」              | ۵:۰۹   |
| ۱۱.        | «نغمهٔ پایان» (The Sound of the End)  | 終ワリノ音          | ۶:۰۳   |
| ۱۲.        | «امید ناامید» (Vague Hope)           | 曖昧ナ希望          | ۵:۵۶   |
| مجموع مدت: | مجموع مدت:                           | مجموع مدت:          | ۶۱:۰۷  |

#### آلبوم تنظیم‌های ارکستری نیئا: اتوماتا
پنجمین آلبوم نیئا: اتوماتا در ۱۲ سپتامبر ۲۰۱۸ با شماره کاتالوگ SQEX-10674 و با نام آلبوم تنظیم‌های ارکستری نیئا: اتوماتا عرضه شد. مدت زمان کلی این آلبوم ۴۹:۳۷ است و کئیچی اوکابه، کیگو هوآشی و کونیئوکی تاکاهاشی وظیفهٔ آهنگسازی آن را برعهده داشته‌اند. تنظیم این آلبوم بر عهدهٔ مریم ابونصر، کوسوکه یاماشیتا، ساچیکو مییانو و دایسوکه شینودا بوده‌است.
پاتریک گان نظر متوسطی نسبت به این آلبوم داشت. از نظر او، آلبوم همچنان جای پیشرفت داشته و انتخاب قطعات آلبوم ضعیف بوده، مثلاً نبود قطعهٔ «شهر کپی‌شده» در این آلبوم از دلایل نارضایتی او بود.
فهرست قطعات
| فهرست موسیقی‌ها | فهرست موسیقی‌ها                      | فهرست موسیقی‌ها      | فهرست موسیقی‌ها |
| شماره          | نام                                 | عنوان ژاپنی         | مدت            |
| -------------- | ----------------------------------- | ------------------- | -------------- |
| ۱.             | «خرابه‌های شهر» (City Ruins)         | 遺サレタ場所        | ۵:۳۲           |
| ۲.             | «شهربازی» (Amusement Park)          | 遊園施設            | ۵:۳۲           |
| ۳.             | «یک ترانهٔ زیبا» (A Beautiful Song)  | 美シキ歌            | ۴:۳۲           |
| ۴.             | «ظهور بیگانه» (Alien Manifestation) | 顕現シタ異物        | ۴:۲۹           |
| ۵.             | «برج» (The Tower)                   | 「塔」              | ۶:۰۳           |
| ۶.             | «ضعیفِ وابسته» (Dependent Weakling)  | 依存スル弱者        | ۳:۵۵           |
| ۷.             | «کابوس دوقطبی» (Bipolar Nightmare)  | 双極ノ悪夢          | ۴:۳۳           |
| ۸.             | «سوگواری» (Mourning)                | 追悼                | ۵:۰۵           |
| ۹.             | «نغمهٔ پایان» (The Sound of the End) | 終ワリノ音          | ۵:۱۰           |
| ۱۰.            | «وزن جهان» (Weight of the World)    | Weight of the World | ۵:۳۲           |
| مجموع مدت:     | مجموع مدت:                          | مجموع مدت:          | ۴۹:۳۷          |

## بازخوردها

### نیئا
آلبوم موسیقی متن در جدول موسیقی ژاپنی اوریکون رتبهٔ ۲۴ را گرفت و به مدت یازده هفته در جدول باقی ماند. این آلبوم از طرف منتقدان بازخوردهای خوبی دریافت کرد. پاتریک گان از آرپی‌جی‌فن آن را «موسیقی متنی به‌طور دیوانه‌وار خوب» توصیف کرد و از آن به عنوان یکی از نامزدهای بهترین موسیقی متن بازی ویدئویی سال یاد کرد و آن را «یکی از بهترین موسیقی‌های متن بازی‌ها در تاریخ» نامید. وی دو ویژگی «دقیق ساخته شدن» و «لذت‌بخش بودن حتی با گوش ناپخته» را تحسین کرد. دن کوتوسکی از اسکوئر انیکس موزیک آنلاین «آوازهای فریبنده» و آهنگسازی «نفیس» آلبوم را تحسین کرد. او همچنین نوشت که هر قطعه حس جدا بودن از دیگر قطعات را حتی در زمان استفاده شدن طرح آن در دیگر قطعات حفظ می‌کند. کوتوسکی از مینی‌آلبوم‌ها به اندازهٔ آلبوم اصلی تعریف نکرد و در موردشان گفت که به‌طور کلی مقدمهٔ خوبی برای موسیقی متن هستند اما ارزش خرید جداگانه را ندارند. جیسون ناپولیتانو از اوریجینال ساند ورژن هم این آلبوم را تحسین کرد و گفت که این آلبوم «به راحتی یکی از بهترین موسیقی متن‌هایی است که اسکوئر انیکس در طی سال‌ها منتشر کرده‌است». او این آلبوم را «فریبنده» و «آمده از دنیایی دیگر» خواند و آوازهای ایوانز و اصالت آلبوم را تحسین کرد. مدتی بعد، اوریجینال ساند ورژن موسیقی متن نیئا را بهترین موسیقی متن بازی ویدئویی در سال ۲۰۱۰ دانست و اسکوئر انیکس موزیک آنلاین جایزهٔ بهترین موسیقی متن بازی ویدئویی ژاپنی سال را به آن داد. در کنار این موارد، منتقدان خود بازی هم نظر مثبتی نسبت به این آلبوم داشتند. مثلاً رایان کلمنتز از آی‌جی‌ان در مورد آن گفت که «هر دو بسیار عالی هستند»، آدریان دن اودن از آرپی‌گیمر موسیقی متن بازی را «کاملاً فوق‌العاده» دانست، کریس اسچیلینگ از وبگاه یوروگیمر گفت که موسیقی پر از «مضامین به‌یاد ماندنی» است، و یکی از چهار نقد مجلهٔ فامیتسو در ژاپن آن را «بالاتر بقیه» نامید.

### نیئا: اتوماتا
موسیقی متن اصلی نیئا: اتوماتا جوایز متفاوتی را برنده شد و منتقدان مختلف هم نظرات مثبتی نسبت به آن داشتند. برای مثال، پاتریک گان از آرپی‌جی‌فن گفت که آلبوم اگر بهتر از آلبوم موسیقی متن اصلی نیئا گشتالت و رپلیکانت نبوده باشد، بدتر از آن نبوده و همچنین گفت که آلبوم «به‌نحوی کامل و شگفت‌انگیز عالی است». مولی ال پاترسون از الکترونیک گیمینگ مانثلی موسیقی متن ساخته‌شده توسط کئیچی اوکابه را به دلیل تنوع و تقویت کردن تمام بخش‌های بازی تحسین کرد. مایک فاهی از کوتاکو هم گفت که بازی موفق شده تا «کاملاً ترکیب عجیب تارو از درام و هوس را به یک مجموعهٔ خیره‌کننده از قطعاتی تبدیل کند که به‌خوبی با اتفاقات و مکان‌ها جفت می‌شدند». مگان سولیوان از آی‌جی‌ان موسیقی متن را «خیره‌کننده» دانست. منتقدان فامیتسو هم نظر مثبتی نسبت به موسیقی این بازی داشتند. جفری ماتولف از یوروگیمر هم موسیقی متن را «حیرت‌آور» دانست. این موسیقی متن برندهٔ جوایز متفاوتی شد.
| جایزه                   | رشته              | رتبه  | منبع   |
| ----------------------- | ----------------- | ----- | ------ |
| جوایز بازی              | بهترین موسیقی     | برنده | [ ۶۱ ] |
| آی‌جی‌ان                  | بهترین موسیقی     | دوم   | [ ۶۲ ] |
| جاینت بامب              | بهترین موسیقی     | برنده | [ ۶۳ ] |
| گیم اینفورمر            | بهترین موسیقی متن | برنده | [ ۶۴ ] |
| جوایز بازی اس‌اکس‌اس‌دبلیو | بهترین موسیقی     | برنده | [ ۶۵ ] |

## موزیک ویدئو‌ها
در ۱۵ ژوئیهٔ ۲۰۱۵، تنظیم رسمی و ثبت شده‌ای از «ترانهٔ باستانیان» از نیئا همراه با یک موزیک ویدئو توسط اورکلاکد رکوردز منتشر شد. این تنظیم از طریق خرید یا تماشای همزمان برخط در دسترس قرار داده شد. این آهنگ یک اجرای آوازی همراه با ویبرافون و ساز کوبه‌ای است و نخستین تک‌آهنگ بازی ویدئویی بود که رسماً توسط اورکلاکد رکوردز منتشر شد. این تک‌آهنگ توسط جیلیان آورسا، که در موزیک ویدئو هم حضور دارد، همراه با دگ پری (به‌عنوان نوازندهٔ ساز کوبه‌ای) سروده شد. این آهنگ قبل از عرضه در کنسرت بازی‌های ویدئویی زنده اجرا شد. این موزیک ویدئو در ژانویهٔ ۲۰۱۵ و در نشنال هاربر، مریلند، در کنار مجسمهٔ بیداری فیلم‌برداری شد.
در ۶ فوریهٔ ۲۰۱۷ و پیش از عرضهٔ نیئا: اتوماتا، یک موزیک ویدئو با نام «سزاوار زندگی» توسط گروه آمازراشی ساخته و با همکاری اسکوئر انیکس منتشر شد. چیزی از گیم‌پلی بازی در این موزیک ویدئو قرار نگرفته بود، اما ایده‌گیری آن از نیئا: اتوماتا بود. برای ساخت این موزیک ویدئو از ۲۰۰ عروسک استفاده شد که ایدهٔ اصلی آن‌ها توسط تارو یوکو ارائه شده بود و ساختشان برعهدهٔ ریو یوشیدا بود.

## اجرای عمومی
کنسرتی با نام «گفت‌وگوی زنده و کنسرت موسیقی نیئا» در ۱۶ آوریل ۲۰۱۶ در شهر توکیو و سینمای اکس روپونگی برگزار شد. این اجرا شامل اجرای قطعات متفاوتی از نیئا و نیئا: اتوماتا بود. یک دیسک بلو-ری از این اجرا در ۱۴ دسامبر ۲۰۱۶ منتشر شد.
کنسرت دیگری در ۵ مهٔ ۲۰۱۷ با نام «خاطرهٔ عروسک‌ها» در یومیوری هال واقع در توکیو برگزار شد. اشخاصی مثل امی ایوانز و جی‌نیک نیکول در این کنسرت به خوانندگی پرداختند. دیسکی با نام کنسرت موسیقی نیئا: خاطرهٔ عروسک‌ها حاوی ۲۸ آهنگ در ۲۰ سپتامبر ۲۰۱۷ عرضه شد. پاتریک گان از آرپی‌جی‌فن این آلبوم را تحسین کرد و آن را تقریباً همسطح با آلبوم کنسرت اول دانست، هرچند از نظر او، این آلبوم دارای آوازها و محتوای بیشتر، و تنظیم‌های «متفکرانه‌تری» است.
کنسرت سوم با نام «کنسرت ارکستر نیئا» در ۱۷ سپتامبر ۲۰۱۸ در تالار همایش ملی پاسیفیکو یوکوهاما واقع در ژاپن برگزار شد. کیمبرلی ولس از گیم اینفورمر، این مراسم را «شبی به‌یادماندنی» توصیف کرد و گفت که به‌شدت توسط آن تحت تأثیر قرار گرفته‌است. یک دیسک بلو-ری از این مراسم در ۲۷ فوریهٔ ۲۰۱۹ توسط اسکوئر انیکس عرضه شد.